# Fumana fontanesii
Fumana fontanesii är en solvändeväxtart. Fumana fontanesii ingår i släktet barrsolvändor, och familjen solvändeväxter.

## Underarter
Arten delas in i följande underarter:
- F. f. fontanesii
- F. f. grandiflora